# Ty przecież wiesz co
Ty przecież wiesz co – drugi album studyjny polskiej grupy muzycznej TPWC, sygnowany jako Sokół feat. Pono. Wydawnictwo ukazało się 20 grudnia 2008 roku nakładem wytwórni muzycznej Prosto.
Gościnnie w nagraniach wzięli udział m.in. Bartek Królik, Anna Szarmach, Fundacja nr 1, Ko1Fu oraz Sylwester Kozyra znany z występów w Kapeli Czerniakowej. Z kolei produkcji nagrań podjęli się L.A., pH7, DJ Strider, Shuko, Magiera, Max Chorny, Bober, J Cook, Krime, Robert M, Artur Czaiński, Paweł Herbasch, Rafał Rachowski oraz Wojciech Wysocki. W ramach promocji do utworów "Poczekalnia dusz" i "Miód i cukier" zostały zrealizowane teledyski.
Płyta dotarła do 13. miejsca listy OLiS. W lutym 2010 roku wydawnictwo uzyskało nominację do nagrody polskiego przemysłu fonograficznego Fryderyka w kategorii: album roku hip-hop/R&B.
Album uzyskał status platynowej płyty.

## Lista utworów
Opracowano na podstawie materiału źródłowego.
1. "Uczę się uczuć" (gitara: Marlon Kozaky, produkcja: L.A.) – 3:00
2. "Wszystko na sprzedaż" (produkcja: pH7) – 3:19[A]
3. "Nigdy nie zrozumiem kobiet (gościnnie: Bartek Królik, produkcja: pH7) – 4:44
4. "Poczekalnia dusz" (śpiew, mando guitar: Sylwester Kozyra, produkcja: DJ Strider) – 4:46
5. "Miód i cukier" (produkcja: Shuko) – 2:39
6. "Jednorazowo" (gościnnie: Anna Szarmach, produkcja: pH7) – 3:57
7. "Suto wędlin kłaść na chleb" (gościnnie: Fundacja nr 1, produkcja: Magiera) – 4:30
8. "Zajarany życiem" (produkcja: Max Chorny) – 4:31
9. "Wewnętrzny głos" (produkcja: Bober, gościnnie: Anna Szarmach) – 3:51
10. "Bliski dla bliskich" (produkcja: pH7, gościnnie: Ko1Fu) – 3:48
11. "Nie udaję" (produkcja: pH7) – 3:31
12. "Jesteś mną" (produkcja: J Cook, śpiew: Martina) – 4:27
13. "Za dużo widzę" (produkcja: pH7, śpiew: Alina) – 5:43[B]
14. "Wielu by chciało, żeby to był koniec" (produkcja: Krime) – 5:32
15. "Ty przecież wiesz co" (produkcja: Robert M) – 4:19
16. "Angela (gdybym wiedział, że istniejesz)" (produkcja: Artur Czaiński, Paweł Herbasch, Rafał Rachowski, Wojciech Wysocki) – 4:22 (utwór dodatkowy)

Notatki
- A^ W utworze wykorzystano sample z piosenki  "Smiling Faces Sometimes" w wykonaniu The Undisputed Truth[8].
- B^ W utworze wykorzystano sample z piosenki "Half a Man" w wykonaniu Bunny’ego Siglera[9].